# Indicatif régional 268

Une carte des Caraïbes et des Antilles, montrant les indicatifs régionaux NANP et les indicatifs de pays internationaux pour chaque territoire.Basé sur les cartes Caribbean map blank.svg et Lesser Antilles

L'indicatif régional 268 (ou ANT) est l'indicatif téléphonique régional d'Antigua-et-Barbuda.
L'indicatif régional 268 fait partie du Plan de numérotation nord-américain.
Pour un appel à l'intérieur d'Antigua-et-Barbuda, il suffit de composer les 7 chiffres du numéro de l'abonné. Pour un appel vers Antigua-et-Barbuda en provenance d'un autre endroit du Plan de numérotation nord-américain (par exemple, à partir du Canada ou des États-Unis), il faut composer 1-268 suivi du numéro à 7 chiffres de l'abonné. 

## Historique
Cet indicatif a été créé par la scission de l'indicatif régional 809 en ou vers avril 1996.
Jusqu'en 1995, plusieurs des îles des Caraïbes et de l'Atlantique ont partagé l'indicatif régional 809 à l'intérieur du Plan de numérotation nord-américain. Entre 1995 et 1999, chacune de ces îles a reçu son propre indicatif. Antigua-et-Barbuda a reçu l'indicatif 268.